# 480
480 је била преступна година.

## Догађаји
- Цар Зенон званично распушта источно/западно ко-царство, владајући као први једини цар Рима у 85 година. Положај цара никада више није подељен.
- Јулије Непот, бивши цар Западног римског царства, умире у изгнанству у Далмацији (убију га сопствени војници, у својој вили, код Салоне).
- 9. децембар – Одоакар заузима Далмацију и гони Непотове убице. Касније успоставља своју политичку моћ уз сарадњу римског сената.
- Краљ Хилдерик I умире и наследио га је његов нећак Гундобад, чије царство покрива већи део источне Галије и има две престонице, Лион и Женеву. Са својом браћом Хилпериком II, Гундомаром и Годегиселом влада Краљевином Бургундијом.
- Сијагрије, владар домена Соасон, успева да одржи римску власт у северној Галији. Он брани своје "краљевство" од суседних Салијанских Франака.
- Визиготи под краљем Еурихом проширују своју власт од Лоаре до Гибралтара.
- Будагупта, владар Царства Гупта, успоставља дипломатске односе са Краљевином Канауј и протерује Хуне из плодних равница северне Индије.
- Принц Сеинеи је наследио свог оца Јурјакуа и постао 22. цар Јапана.
- Констанције Лионски почиње своје истраживање за своју књигу „О животу Германа“. Такође пише хагиографију Германа Оксерског

### Септембар
- 1. септембар — Пад Западног римског царства

## Рођења
- Википедија:Непознат датум — Преподобни Бенедикт